# Gnoma suturalis
Gnoma suturalis es una especie de escarabajo longicornio del género Gnoma, tribu Gnomini, subfamilia Lamiinae. Fue descrita científicamente por Westwood en 1831.

## Descripción
Mide 14-18 milímetros de longitud.

## Distribución
Se distribuye por Filipinas.